# Complexe lagunaire de Salses-Leucate
Complexe lagunaire de Salses-Leucate este o arie protejată (arie de protecție specială avifaunistică — SPA) din Franța întinsă pe o suprafață de 7.699,43 ha, integral pe uscat.

## Localizare
Centrul sitului Complexe lagunaire de Salses-Leucate este situat la coordonatele 42°45′05″N 3°01′51″E / 42.75139°N 3.03083°E.

## Înființare
Situl Complexe lagunaire de Salses-Leucate a fost declarat arie de protecție specială avifaunistică în baza directivei 79/409 din 1979 referitoare la conservarea păsărilor sălbatice pentru a proteja 63 de specii de animale.

## Biodiversitate
Situată în ecoregiunea mediteraneană, aria protejată nu include niciun habitat protejat.
La baza desemnării sitului se află mai multe specii protejate de  păsări (63): privighetoare-de-baltă (Acrocephalus melanopogon), pescăruș albastru (Alcedo atthis), fâsă-de-câmp (Anthus campestris), stârc roșu (Ardea purpurea), stârc galben (Ardeola ralloides), rață roșie (Aythya nyroca), buhai de baltă (Botaurus stellaris), buha (Bubo bubo), Bubulcus ibis, pasărea ogorului (Burhinus oedicnemus), ciocârlie-cu-degete-scurte (Calandrella brachydactyla), caprimulg (Caprimulgus europaeus), prundăraș de sărătură (Charadrius alexandrinus), chirighiță-cu-obraz-alb (Chlidonias hybridus), chirighiță neagră (Chlidonias niger), barză albă (Ciconia ciconia), barză neagră (Ciconia nigra), șerpar (Circaetus gallicus), erete de stuf (Circus aeruginosus), erete vânăt (Circus cyaneus), dumbrăveancă (Coracias garrulus), egretă albă (Egretta alba), egretă mică (Egretta garzetta), presură de grădină (Emberiza hortulana), șoim de iarnă (Falco columbarius), Falco eleonorae, Falco naumanni, șoim călător (Falco peregrinus), vânturel de seară (Falco vespertinus), lișiță (Fulica atra), cufundar polar (Gavia arctica), cufundar mare (Gavia immer), pescăriță râzătoare (Gelochelidon nilotica), ciovlica roșcată (Glareola pratincola), scoicar (Haematopus ostralegus), piciorong (Himantopus himantopus), stârc pitic (Ixobrychus minutus), Larus audouinii, Larus genei, pescăruș-cu-cap-negru (Larus melanocephalus), ciocârlie de pădure (Lullula arborea), gușă albastră (Luscinia svecica), ciocârlie de bărăgan (Melanocorypha calandra), Mergus serrator, gaia neagră (Milvus migrans), stârc de noapte (Nycticorax nycticorax), vultur pescar (Pandion haliaetus), bătăuș (Philomachus pugnax), Phoenicopterus ruber, lopătar (Platalea leucorodia), țigănuș (Plegadis falcinellus), corcodel mare (Podiceps cristatus), corcodel-cu-gât-negru (Podiceps nigricollis), Porphyrio porphyrio, cresteț pestriț (Porzana porzana), cristei de baltă (Rallus aquaticus), ciocântors (Recurvirostra avosetta), chiră mică (Sterna albifrons), chiră de baltă (Sterna hirundo), chiră de mare (Sterna sandvicensis), silvie de tufiș (Sylvia undata), spârcaci (Tetrax tetrax), fluierar de mlaștină (Tringa glareola).
Pe lângă speciile protejate, pe teritoriul sitului au mai fost identificate 14 specii de păsări.